# Polyblastia circularis
Polyblastia circularis är en lavart som beskrevs av Olof Gotthard Blomberg och Theodor 'Thore' Magnus Fries. Polyblastia circularis ingår i släktet Polyblastia, och familjen Verrucariaceae. Arten är reproducerande i Sverige.